# Yōko Kishi
Yōko Kishi  (岸 洋子?, Kishi Yōko), all'anagrafe Yōko Koyama (小山 洋子?, Koyama Yōko) (Sakata, 27 marzo 1935 – 11 dicembre 1992) è stata una cantante giapponese.

## Carriera
Dopo un'esperienza nel mondo della lirica, cantando romanze ed operette, nel 1961 debutta nel mondo della musica leggera, interpretando nella sua lingua dei noti brani europei.
Nel 1964 vince il Japan Record Award nella categoria "Miglior cantante" con Yoake no uta.
Nel 1966 è nominata miglior cantante giapponese.
In Italia partecipa al Festival di Sanremo 1968 con Stanotte sentirai una canzone, in abbinamento con Annarita Spinaci.
Nel 1975 vince il Festival di Tokyo.
Tra i brani da lei interpretati, Kolgokoro.

## Discografia italiana
- 1967: Sulla spiaggia della vita/Io per amore (GTA Records, PO 40043)
- 1968: Stanotte sentirai una canzone/Qualche cosa tra noi (Fonit, SPF 31219)